# Connie Sawyer
Connie Sawyer (n. Rosie Cohen, Pueblo, Colorado, 27 de noviembre de 1912 - Woodland Hills, California, 21 de enero de 2018) fue una actriz de teatro, cine y televisión estadounidense, conocida como «The Clown Princess of Comedy». Participó en más de 140 películas para cine y televisión, entre ellas Pineapple Express, Dumb and Dumber, y When Harry Met Sally... Al momento de su muerte, era la actriz más longeva en trabajar en Hollywood y el miembro más antiguo del Sindicato de Actores de Cine y la Academia de Artes y Ciencias Cinematográficas.

## Primeros años
Nació el 27 de noviembre de 1912, en Pueblo, Colorado, de padres judíos ortodoxos. Su padre, Samuel Cohen, era un inmigrante de Rumania, y su madre, Dora Inger, también de Rumania, había estado viviendo en Denver, Colorado, hasta su matrimonio. Sus dos padres vinieron de la misma aldea en Rumania, pero su madre llegó primero a los Estados Unidos. Cuando tenía 7 años, la familia se mudó a Oakland, California, donde su padre abrió una tienda de la armada.

## Carrera
La madre de Sawyer amaba el mundo del espectáculo y la alentó a aprender a cantar y bailar, inscribiéndola en competiciones de talentos cuando era niña. En su primera competencia, una canción y un número de baile, a la edad de 8 años, ganó el tercer premio y se le dio una pila de pasteles. Asistió a Roosevelt High School en Oakland y fue la primera mujer en ser presidenta de la clase. Después de la graduación, Sawyer ganó un concurso de radio (primer lugar esta vez) que llegó con la oportunidad de actuar en un programa de variedades de radio en San Francisco titulado Al Pearce and His Gang, un espectáculo que le dio la oportunidad de desarrollar su propia rutina cómica.
A la edad de 19 años, Sawyer se mudó a Nueva York y actuó en clubes nocturnos y teatros de vodevil. Sawyer y algunos amigos se abrieron paso por todo el país (literalmente), permaneciendo en cada ciudad en el camino y actuando durante varias semanas. Una vez en Nueva York conoció a Sophie Tucker, que relacionó a Sawyer con una escritora de comedias, y comenzó a viajar con su espectáculo. En la década de los cincuenta comenzó a aparecer en programas de televisión como The Milton Berle Show y The Jackie Gleason Show.
A finales de la década de 1950, la agente Lillian Small, que trabajaba para Frank Sinatra, vio a Sawyer en el espectáculo de Broadway A Hole in the Head interpretando a Miss Wexler. Posteriormente, Sinatra adquirió los derechos de la obra para llevarla al cine y contrató a Sawyer para que repitiera su papel en la película de 1959, que protagonizaron el mismo Sinatra, Edward G. Robinson y Eleanor Parker.
Sawyer continuó apareciendo regularmente en series de televisión como The Mary Tyler Moore Show, Laverne & Shirley, The Rockford Files, Hawaii Five-O, Dynasty, Murder, She Wrote, Home Improvement, Seinfeld, Boy Meets World, Will & Grace, Welcome Back, Kotter, ER, How I Met Your Mother y Ray Donovan. En 2007 Sawyer apareció en la serie de HBO Tell Me You Love Me con Jane Alexander, pero más tarde diría que lamentaba haberlo hecho porque consideraba que la serie era pornográfica. Cuando cumplió 100 años, en 2012, apareció como invitada en The Tonight Show with Jay Leno. En 2012 apareció en 2 Broke Girls, en 2013 apareció en NCIS: Los Ángeles y en 2014 apareció junto a Zooey Deschanel en New Girl como "la mujer más longeva del mundo".

### Autobiografía
Sawyer escribió una autobiografía, titulada I Never Wanted to Be a Star — and I Wasn’t, donde describía su vida en Hollywood y se la autoeditó en septiembre de 2017.

## Biografía
Durante 12 años, Sawyer vivió en el complejo residencial de Motion Picture & Television Fund para jubilados de la industria del entretenimiento en Los Ángeles, donde permaneció como miembro activo de la Academia de las Artes y las Ciencias Cinematográficas, y continuó participando en la votación en los premios Óscar cada año.

### Vida personal
Sawyer estuvo casada con el distribuidor de películas Marshall Schacker durante diez años; tenían dos hijas juntas, Lisa y Julie.
Sawyer sufrió un ataque al corazón y más tarde falleció en su casa en la comunidad de retiro de Motion Picture & Television Fund en Woodland Hills, California, el 21 de enero de 2018, a la edad de 105.

## Filmografía
| Año  | Título                                         | Personaje                                                           | Notas  |
| ---- | ---------------------------------------------- | ------------------------------------------------------------------- | ------ |
| 1959 | A Hole in the Head                             | Señorita Wexler                                                     |        |
| 1961 | Ada                                            | Alice Sweet                                                         |        |
| 1966 | The Last of the Secret Agents?                 | Florence (no acreditada)                                            |        |
| 1967 | The Way West                                   | Señora McBee                                                        |        |
| 1969 | True Grit                                      | Mujer que no para de hablar durante el ahorcamiento (no acreditada) |        |
| 1971 | Five Desperate Women, telefilm de Ted Post     | Señora Brown                                                        | [ 16 ] |
| 1972 | Evil Roy Slade, telefilm                       | Aggie Potter                                                        | [ 17 ] |
| 1972 | The Strangers in 7A, telefilm                  | Señora Layton                                                       |        |
| 1975 | The Man in the Glass Booth, de Arthur Hiller   | Señora Levi                                                         |        |
| 1977 | Oh, God!, de Carl Reiner                       | Señora Green                                                        |        |
| 1978 | Foul Play                                      | Señora que chilla                                                   | [ 18 ] |
| 1979 | Fast Break, de Jack Smight                     | Mamá                                                                | [ 19 ] |
| 1979 | ...And Justice For All                         | Gitel                                                               |        |
| 1984 | The Rosebud Beach Hotel                        | Carlotta                                                            | [ 20 ] |
| 1985 | Hot Chili                                      | Señora Houston                                                      | [ 21 ] |
| 1987 | Nights in White Satin                          | Ruth                                                                | [ 22 ] |
| 1989 | When Harry Met Sally...                        | Par documental                                                      |        |
| 1989 | Far from Home                                  | Viney Hunt                                                          | [ 23 ] |
| 1990 | La hoguera de las vanidades                    | Miembro de la familia Ruskin                                        |        |
| 1990 | Blue Desert                                    | Señora mayor #1                                                     | [ 24 ] |
| 1993 | The Opposite Sex and How to Live with Them     | Camarera del infierno                                               | [ 25 ] |
| 1994 | Dumb and Dumber                                | Señora mayor                                                        |        |
| 1994 | Roseanne and Tom: Behind the Scenes, telefilm  | [ 26 ]                                                              |        |
| 1995 | It Came from Outer Space II, de Roger Duchowny | Señora Otis                                                         | [ 27 ] |
| 1997 | Scorpion Spring                                | Camarera en el restaurante de carretera                             |        |
| 1998 | Out of Sight, de Steven Soderbergh             | Señora mayor en el ascensor                                         |        |
| 1999 | Where's Marlowe?                               | Madre de Skip                                                       |        |
| 2002 | The Trip                                       | Barbara Baxter                                                      |        |
| 2002 | Staring at the Sun, cortometraje               | Grace                                                               | [ 28 ] |
| 2003 | View from the Top                              | Abuelita Stewart                                                    | [ 29 ] |
| 2003 | Something's Gotta Give                         | Señora en el mercado                                                |        |
| 2004 | Promised Land                                  | Hazel                                                               | [ 30 ] |
| 2007 | Kiss the Bride                                 | Tía Minnie                                                          |        |
| 2008 | Pineapple Express                              | Faye Belogus                                                        |        |
| 2010 | Watch Out for Slick                            | Gussie                                                              | [ 31 ] |
| 2014 | Lovesick                                       | Nana Bebe                                                           | [ 32 ] |
| 2014 | Entanglement                                   | Rose                                                                | [ 33 ] |